# Vladimir Alekno
Vladimir Romanovich Alekno (4 de dezembro de 1966) é um treinador e ex-voleibolista russo, campeão olímpico em 2012.

## Carreira
Vladimir Alekno foi o treinador da seleção russa de voleibol masculino entre 2007 e 2016. Em 2012, comandou seu país nos Jogos Olímpicos de Verão no Londres, conquistando a medalha de ouro em cima dos brasileiros por 3 sets a 2.